# Большаковське
Большаковське (рос. Большаковское) — селище Багратіоновського району, Калінінградської області Росії. Входить до складу Гвардійського сільського поселення.
Населення — 30 осіб (2015 рік).

## Географія
Селище розташоване за 5 км від районного центру — міста Багратіоновська, 33 км від обласного центру — міста Калінінграда та 1086 км від Москви.

## Історія
Мало назву Лайдткайм до 1946 року.

## Населення
За даними перепису 2010 року, у селі мешкало 30 осіб, з них 16 (53,3 %) чоловіків та 14 (46,7 %) жінок. Згідно з переписом 2002 року, у селі мешкало 33 осіб, з них 16 чоловіків та 17 жінок.